# Кубок Греції з футболу 2007—2008
Кубок Греції з футболу 2007—2008 — 66-й розіграш кубкового футбольного турніру в Греції. Титул здобув Олімпіакос (Пірей).

## Календар
| Раунд        | Дата                        | Матчі | Клуби   |
| ------------ | --------------------------- | ----- | ------- |
| Перший раунд | 1-5 вересня 2007            | 17    | 69 → 52 |
| Другий раунд | 8-9 вересня 2007            | 18    | 52 → 34 |
| Третій раунд | 26 вересня 2007             | 2     | 34 → 32 |
| 1/16 фіналу  | 9 жовтня - 5 грудня 2007    | 16    | 32 → 16 |
| 1/8 фіналу   | 9-16 січня 2008             | 8+1   | 16 → 8  |
| 1/4 фіналу   | 27 лютого - 20 березня 2008 | 8     | 8 → 4   |
| 1/2 фіналу   | 2-16 квітня 2008            | 4     | 4 → 2   |
| Фінал        | 17 травня 2008              | 1     | 2 → 1   |

## 1/16 фіналу
| №  | Команда 1           | Рахунок      | Команда 2           |
| -- | ------------------- | ------------ | ------------------- |
| 38 | Етнікос             | 1-2 (дч)     | ОФІ                 |
| 39 | Превеза             | 3-0 (1-2)+   | Верія               |
| 40 | Іліуполі            | 0-4          | Лариса              |
| 41 | Олімпіакос (Волос)  | 0-1          | Іракліс             |
| 42 | Етнікос (Афіни)     | 1-3          | Панатінаїкос        |
| 43 | Дімітріос           | 0-1 (дч)     | Аріс                |
| 44 | Етнікос (Катеріні)  | 1-0          | Левадіакос          |
| 45 | Касторія            | 2-3          | Паніоніос           |
| 46 | Каллітея            | 1-2          | Аполлон (Каламарія) |
| 47 | Егалео              | 1-2          | Шкода Ксанті        |
| 48 | Трасивулос          | 4-2          | ПАОК                |
| 49 | Олімпіакос (Волос)  | 1-1 пен. 5:6 | Атромітос (Афіни)   |
| 50 | Агротікос (Астерас) | 1-0          | Ерготеліс           |
| 51 | Діагорас            | 1-2          | Олімпіакос (Пірей)  |
| 52 | Фостірас            | 0-2          | АЕК                 |
| 53 | Мессініакос         | 0-2          | Астерас Триполі     |

+ Верія виграла в цьому матчі, але остаточно програла через порушення правил.

## 1/8 фіналу
| №            | Команда 1           | Рахунок | Команда 2           |
| ------------ | ------------------- | ------- | ------------------- |
| 54           | Трасивулос          | 3-0     | Превеза             |
| 55           | Етнікос (Катеріні)  | 0-3     | Аріс                |
| 56           | Іракліс             | 1-0     | Паніоніос           |
| 57           | Аполлон (Каламарія) | 1-2     | Лариса              |
| 58           | Олімпіакос (Пірей)  | 4-0     | Панатінаїкос        |
| 59           | Астерас Тріполі     | 0-1     | Атромітос (Афіни)   |
| 60           | Агротікос (Астерас) | 1-1     | ОФІ                 |
| перегравання | ОФІ                 | 5-0     | Агротікос (Астерас) |
| 61           | Шкода Ксанті        | 2-0     | АЕК                 |

## 1/4 фіналу
| Команда 1          | Заг.  | Команда 2 | 1-й матч | 2-й матч |
| ------------------ | ----- | --------- | -------- | -------- |
| Трасивулос         | 4 - 1 | Лариса    | 1 - 0    | 3 - 1    |
| Атромітос (Афіни)  | 4 - 3 | ОФІ       | 3 - 1    | 1 - 2    |
| Олімпіакос (Пірей) | 4 - 2 | Іракліс   | 2 - 0    | 2 - 2    |
| Шкода Ксанті       | 0 - 1 | Аріс      | 0 - 0    | 0 - 1    |

## 1/2 фіналу
| Команда 1  | Заг.  | Команда 2          | 1-й матч | 2-й матч |
| ---------- | ----- | ------------------ | -------- | -------- |
| Трасивулос | 3 – 6 | Олімпіакос (Пірей) | 2 – 3    | 1 - 3    |
| Аріс       | 3 - 1 | Атромітос (Афіни)  | 1 – 0    | 2 - 1    |

## Фінал
| 17 травня 2008 20:30 (EEST) |

| Олімпіакос (Пірей)                          | 2:0      | Аріс |
| ------------------------------------------- | -------- | ---- |
| Ковачевич 33' · Жевлаков 53' · Галлетті 78' | Протокол |      |

| Кафтанзогліо, Салоніки Глядачів: 19 199 Арбітр: Йоргос Каснаферіс |